# Joy Marino
Giuseppe Amedeo Marino, meglio noto come Joy Marino (Genova, 24 gennaio 1952), è un informatico italiano.

## Biografia
Si è laureato in Ingegneria elettronica all'Università di Genova, ateneo nel quale ha assunto il ruolo di professore associato in Sistemi Operativi ed in particolare:
- "Fondamenti di Informatica",
- "Compilatori e Sistemi Operativi"
- "Linguaggi e Traduttori",
- "Sistemi di Elaborazione"..

Appartiene alla generazione di informatici che per primi si sono mossi nell'ambito di un nuovo rapporto tra formazione universitaria e web e che hanno costruito - fisicamente e filosoficamente - la comunicazione digitale attraverso la rete e tutti i sistemi che l'hanno preceduta e che sono stati sperimentati in Italia da personalità come Roberto Cicciomessere, Luigi Tagliapietra, Giovanni Buttarelli, Oreste Signore, Daniele Vannozzi, Blasco Bonito, Andrea Mazzucchi, Massimo Maresca ed altri.
È stato in particolare l'artefice del primo collegamento di una università italiana ad internet. ed ha ricoperto e ricopre incarichi dirigenziali in varie società italiane, particolarmente con ruoli di coordinamento in consorzi di supporto ad internet. Fra i promotori dell'AIIP (Associazione Italiana Internet Provider), ne è attualmente il vicepresidente.
Dal 1999 è presidente del Milan Internet eXchange (MIX); è inoltre membro della Commissione regole del registro ".it", di cui è stato presidente fino al gennaio 2008.
Quale pioniere dell'utilizzo di internet all'esterno delle università ha curato la parte tecnica di IUnet (la prima rete esterna agli atenei ed alle strutture militari).

### Attività
Marino è molto legato al concetto di monocultura in antitesi a quello di ecologia, connaturando il concetto dei rischi stessi di una monocoltura a quelli del monopolio. Cita in proposito il dramma irlandese della carestia in seguito alla crisi della patata del XIX secolo.

Un monoprodotto/monopolio può portare - a suo dire - a dei vantaggi ma ha in sé un rischio di implosione del sistema.

Sottolinea, sotto questo aspetto, come un sistema in continua evoluzione debba offrire un ecosistema che permetta ai piccoli di nascere, crescere ed eventualmente sostituirsi ai grandi.
In un convegno del 2002 sull'internet governance ha concluso i lavori in quattro dicotomie, di cui si riporta sinteticamente il concetto:
1. Aperto/chiuso - Definisce la biodiversità informatica una ricchezza, in antitesi al monopolio informatico che si può creare.
2. Piccolo/grande - Tutto ciò che è innovativo nasce piccolo. I giganti a livello internazionale di oggi sono nati piccoli e cresciuti in una fortissima selezione.
3. Interno/esterno - In internet, i costi - o almeno quelli maggiori - per fruire di qualsiasi cosa sono sempre all'esterno: è chi riceve che paga e paga di più chi è ai margini del sistema.
4. Lento/veloce - Si mette in contraddizione temporale la velocità di sviluppo del mondo internet, ipotizzando che tre/quattro anni di vita normale corrispondano ad un anno di vita reale: proprio in ragione di ciò viene enfatizzato il concetto di lentezza relativa.